# Beecher’s Handmade Cheese

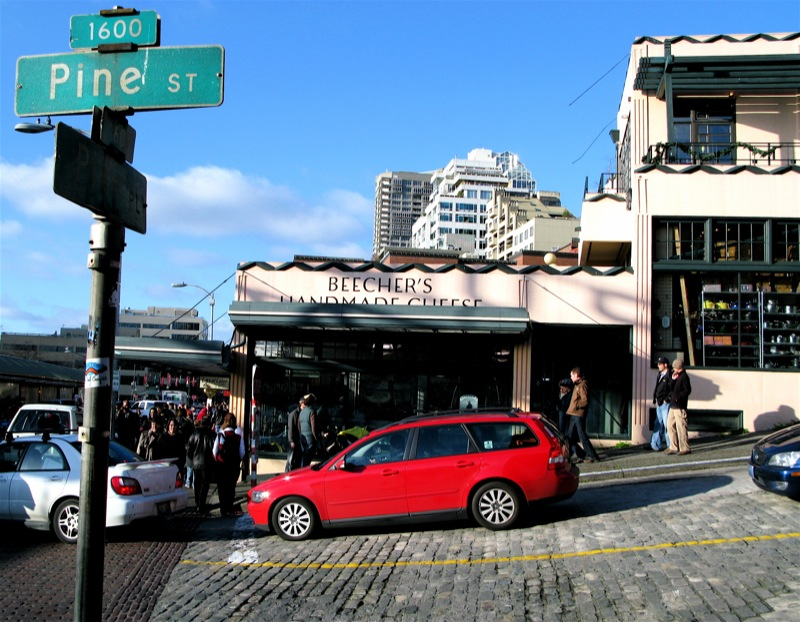
Beecher's Handmade Cheese, Stammsitz in Seattle

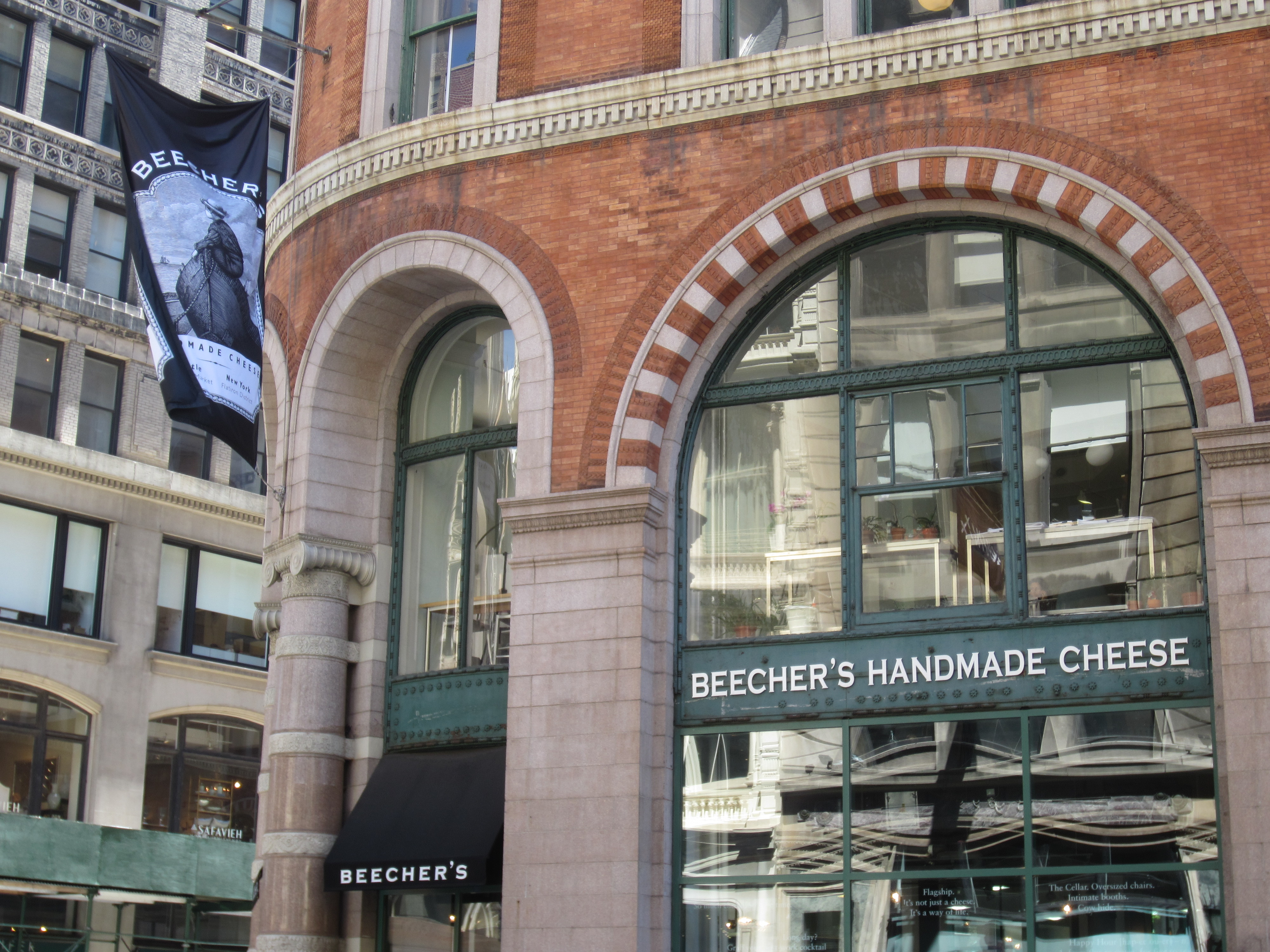
Beecher's Handmade Cheese im Flatiron District in Manhattan

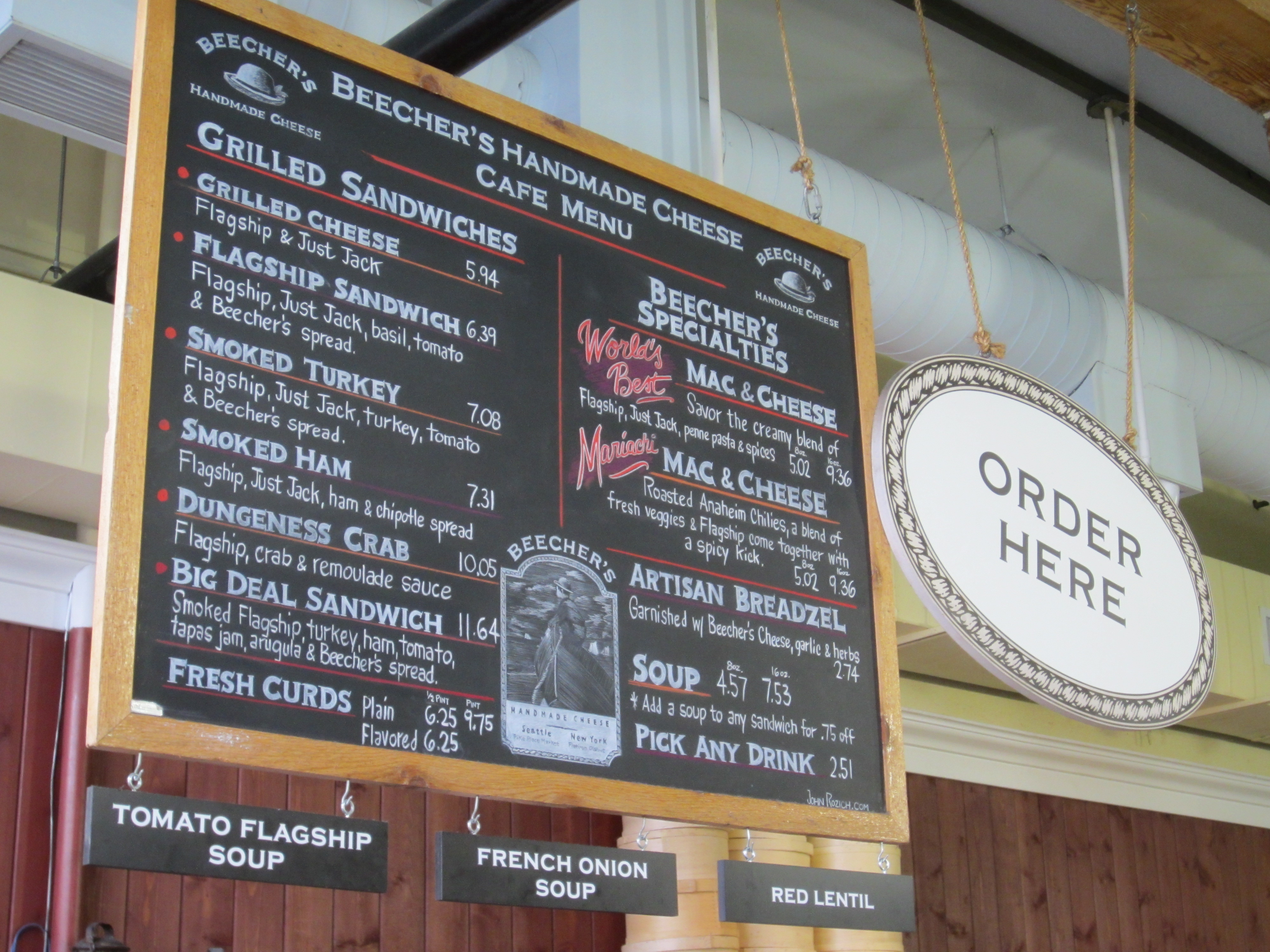
Speisekarte im Bistro in Seattle

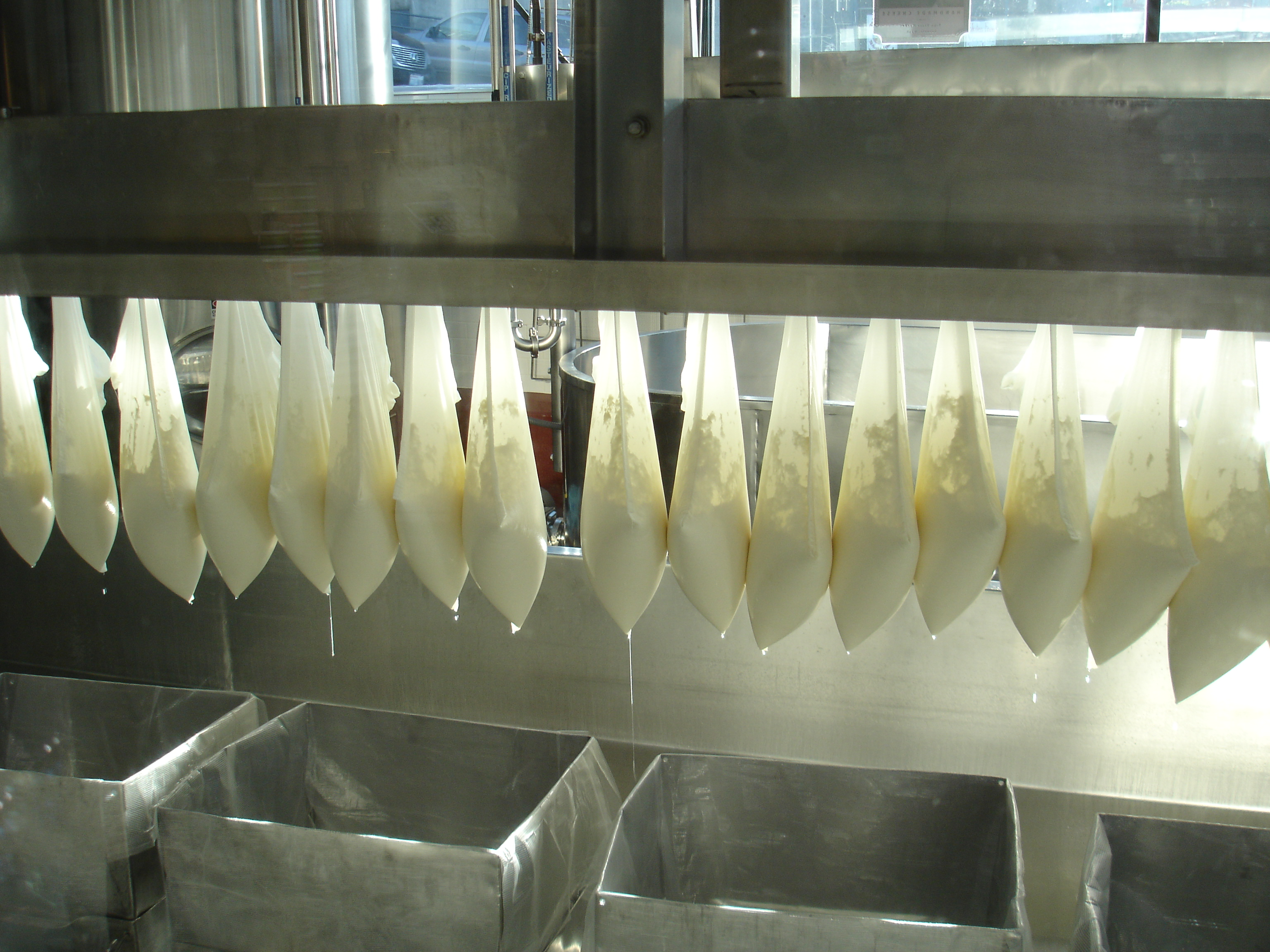
Käsetücher mit abtropfendem Bruch in der Käserei in Seattle

Beecher's Handmade Cheese ist ein 2003 gegründeter Käsehersteller und Käsehändler in Seattle, Washington, mit mehreren Ladengeschäften und Restaurants im Bereich des Puget Sound und einer Niederlassung mit eigener Produktion, Laden und Restaurant in Manhattan, New York City. 

## Geschichte
Beecher's Handmade Cheese wurde im November 2003 von Kurt Beecher Dammeier gegründet, der keinerlei Erfahrung in der Käseherstellung hatte. Das Ladengeschäft befindet sich am Pike Place Market an der Waterfront von Seattle, einem der ältesten ohne Unterbrechung betriebenen Märkte der Vereinigten Staaten und einem touristischen Zentrum der Stadt. Innerhalb weniger Jahre wurde Beecher's zu einer der Hauptattraktionen des Marktes.
Die Gründung des Unternehmens fiel in die Zeit, als die handwerkliche Produktion von Käse, oft angelehnt an traditionelle europäische Käsesorten, in den Vereinigten Staaten einen starken Aufschwung nahm. Die Käseherstellung bei Beecher's Handmade Cheese findet vollständig unter den Augen des Publikums statt. Dazu hat das Unternehmen auf fast 130 Quadratmetern eine rundum verglaste Käserei eingerichtet, in der Kunden und Touristen jeden Schritt der Herstellung beobachten können. In vier Kesseln von jeweils 4,5 Tonnen Fassungsvermögen wird täglich Käse hergestellt. Die Milch wird ausschließlich von regionalen Milchhöfen produziert und ist frei von Antibiotika und Wachstumshormonen. In der Käseherstellung wird bewusst auf die Verwendung von Farbstoffen, Aromen und Konservierungsmitteln verzichtet.
Der wichtigste von Beecher's hergestellte Käse ist der Flagship, eine 15 Monate gereifte rindenlose Cheddar-Variante aus pasteurisierter Milch. Beecher's vermeidet die Bezeichnung Cheddar und strebt ein eigenständiges Geschmacksprofil an. Dabei wird eine für US-amerikanischen Cheddar typische Süße durch die Zugabe spezifischer Hilfskulturen aus der Produktion von Gruyère und Emmentaler erreicht. Der halbfeste Schnittkäse zeichnet sich durch ein kräftiges und nussiges Aroma aus. Er ist auch als Extra aged mit einer Reifedauer von vier Jahren erhältlich. Ein noch länger gereifter Käse ist der Flagship Reserve Cheddar, für den ein etwas stärker gesalzener Bruch mit geringerer Feuchtigkeit verarbeitet wird. Er wird in Käsetüchern an der Luft gereift, entwickelt daher eine Rinde, und wird während der Reifung immer wieder mit Butter abgerieben. Der Flagship und seine Varianten wurden wiederholt im jährlichen Wettbewerb der American Cheese Society ausgezeichnet. Neben zahlreichen Abwandlungen des Flagship wird mit dem Just Jack auch ein eigener Monterey Jack produziert. Der Flagsheep ist ein lange gereifter Schafskäse und der Marco Polo ein mit verschiedenen Pfeffersorten gewürzter Kuhmilchkäse.
Neben den selbst hergestellten Käsen hat Beecher's Handmade Cheese eine große Vielfalt von eigenen Käsegerichten und Produkten kleiner, regionaler Lebensmittelproduzenten im Angebot. Das in den Vereinigten Staaten beliebte Käsegericht Macaroni and Cheese wird von Beecher's Handmade Cheese mit dem eigenen Flagship zubereitet und als World's Best Macaroni and Cheese vermarktet. Das Gericht wurde von der Gastronomiekritik der New York Times und der Washington Post hoch gelobt und von Oprah Winfrey in ihrer Fernsehshow als eines der von ihr bevorzugten Produkte vorgestellt. Zwei Mal wurde es Thema in der Fernsehshow von Martha Stewart, beim ersten Mal wurde es von Kurt Beecher Dammeier während der Sendung im Studio zubereitet.
Aufgrund des großen Erfolgs eröffnete Beecher's mehrere Filialen rund um den Puget Sound, so in einem Einkaufszentrum in Bellevue, am Seattle-Tacoma International Airport und am Flughafen Everett. Zu allen Geschäften gehören Restaurants, in denen den Kunden vorwiegend aber nicht ausschließlich Käsegerichte angeboten werden. 2011 wurde im Flatiron District im New Yorker Stadtbezirk Manhattan die erste Niederlassung an der Ostküste eröffnet. Sie hat eine eigene Käserei, die nur Milch von Höfen im Bundesstaat New York verarbeitet, und mit den gleichen strengen Qualitätsanforderungen wie der Betrieb in Seattle produziert. Bereits 2006 wurden Käse und andere Produkte von Beecher's Handmade Cheese in Feinkostgeschäften entlang der Westküste der Vereinigten Staaten angeboten. Heute sind sie in den gesamten Vereinigten Staaten im spezialisierten Einzelhandel und im Versand erhältlich.